# تيري كارتر
تيري كارتر (بالإنجليزية: Terry Carter)‏ (ولد جون إيفريت ديكوست؛ 16 ديسمبر 1928 - 23 أبريل 2024) هو ممثل، وممثل تلفزيوني، من الولايات المتحدة الأمريكية، ولد في بروكلين.

## التعليم
تعلم في جامعة بوسطن، وثانوية ستايفسنت ‏، وجامعة كاليفورنيا، لوس أنجلوس، وكلية هانتر.

## وصلات خارجية
- تيري كارتر على موقع IMDb (الإنجليزية)
- تيري كارتر على موقع ألو سيني (الفرنسية)
- تيري كارتر على موقع أول موفي (الإنجليزية)
- تيري كارتر على موقع قاعدة بيانات برودواي على الإنترنت (الإنجليزية)
- تيري كارتر على موقع قاعدة بيانات الأفلام السويدية (السويدية)
- تيري كارتر على موقع ديسكوغز (الإنجليزية)
- تيري كارتر على موقع قاعدة بيانات الفيلم (الإنجليزية)
- تيري كارتر على موقع كينوبويسك (الروسية)